# 高山铁角蕨
高山铁角蕨（学名：Asplenium xinjiangense）也称新疆铁角蕨、掌裂铁角蕨，为铁角蕨科铁角蕨属下的一个种。